# Campionato europeo maschile under 19 di pallavolo 1997
Il campionato europeo pre-juniores di pallavolo maschile 1997 si è svolto dal 25 al 30 marzo 1997 a Púchov e Považská Bystrica, in Slovacchia. Al torneo hanno partecipato 8 squadre nazionali europee e la vittoria finale è andata per la prima volta all'Italia.

## Regolamento
Le squadre sono state divise in un due gironi, disputando un girone all'italiana: al termine della prima fase, le prime due classificate di ogni girone hanno acceduto alle semifinali per il primo posto, mentre le ultime due classificate di ogni girone hanno acceduto alle semifinali per il quinto posto.

## Gironi
| Girone A                       | Girone B                             |
| ------------------------------ | ------------------------------------ |
| Finlandia Grecia Italia Russia | Francia Polonia Rep. Ceca Slovacchia |

## Fase finale - Púchov

### Finali 1º - 3º posto
|  | Semifinali | Semifinali | Semifinali |        |        | 1º/2º posto | 1º/2º posto | 1º/2º posto |  |
|  |            |            |            |        |        |             |             |             |  |
|  | Grecia     | Grecia     | 3          |        |        |             |             |             |  |
|  | Grecia     | Grecia     | 3          |        |        |             |             |             |  |
|  | Polonia    | Polonia    | 2          |        |        |             |             |             |  |
|  | Polonia    | Polonia    | 2          |        | Italia | Italia      | 3           |             |  |
|  |            |            |            |        | Italia | Italia      | 3           |             |  |
|  |            |            | Grecia     | Grecia | 2      |             |             |             |  |
|  | Italia     | Italia     | Grecia     | Grecia | 2      | 3           |             |             |  |
|  | Italia     | Italia     |            |        |        | 3           |             |             |  |
|  | Rep. Ceca  | Rep. Ceca  | 1          |        |        | 3º/4º posto | 3º/4º posto | 3º/4º posto |  |
|  | Rep. Ceca  | Rep. Ceca  | 1          |        |        |             |             |             |  |
|  |            |            |            |        |        |             |             |             |  |
|  |            |            |            |        |        | Polonia     | Polonia     | 3           |  |
|  |            |            |            |        |        | Polonia     | Polonia     | 3           |  |
|  |            |            |            |        |        | Rep. Ceca   | Rep. Ceca   | 0           |  |

### Finali 5º - 7º posto
|  | Semifinali | Semifinali | Semifinali |            |         | 5º/6º posto | 5º/6º posto | 5º/6º posto |  |
|  |            |            |            |            |         |             |             |             |  |
|  | Francia    | Francia    | 3          |            |         |             |             |             |  |
|  | Francia    | Francia    | 3          |            |         |             |             |             |  |
|  | Russia     | Russia     | 2          |            |         |             |             |             |  |
|  | Russia     | Russia     | 2          |            | Francia | Francia     | 3           |             |  |
|  |            |            |            |            | Francia | Francia     | 3           |             |  |
|  |            |            | Slovacchia | Slovacchia | 0       |             |             |             |  |
|  | Slovacchia | Slovacchia | Slovacchia | Slovacchia | 0       | 3           |             |             |  |
|  | Slovacchia | Slovacchia |            |            |         | 3           |             |             |  |
|  | Finlandia  | Finlandia  | 1          |            |         | 7º/8º posto | 7º/8º posto | 7º/8º posto |  |
|  | Finlandia  | Finlandia  | 1          |            |         |             |             |             |  |
|  |            |            |            |            |         |             |             |             |  |
|  |            |            |            |            |         | Russia      | Russia      | 3           |  |
|  |            |            |            |            |         | Russia      | Russia      | 3           |  |
|  |            |            |            |            |         | Finlandia   | Finlandia   | 0           |  |

## Classifica finale
| Classifica | Squadre    |
| ---------- | ---------- |
|            | Italia     |
|            | Grecia     |
|            | Polonia    |
| 4          | Rep. Ceca  |
| 5          | Francia    |
| 6          | Slovacchia |
| 7          | Russia     |
| 8          | Finlandia  |